# Srednjovjekovni rudarski alati i oprema
Osnovni alat srednjevjekovnih rudara sastojao se od dlijeta, čekića, pijuka i klina kojima se kopala ruda i razbijala stijena.
 
Pored alata, u pokretne rudarske nalaze spada i rudarska oprema, kao što su predmeti za prijenos (transport) rude iz jame (karlice, sakovi, kolica, užad), pomoćna sredstva za kretanje u vertikalnim i kosim hodnicima (stube, ljestve), kao i elementi podgrađivanja.

## Rudarski alat
- Dlijeto je željezna alatka kojom se kopala rudna žila i razbijala stijena na taj način što su njihove glave udarane masivnim čekićima, dok su im vrhovi sjekli stijene. Dlijeta su imala četvrtaste i široke glave, zašiljene vrhove i otvor za držalo pri sredini koji je obično rombično proširen.
- Čekić također spada u osnovni rudarski alat. Rudarski čekići su mogli biti dvoručni i jednoručni. Dvoručni čekići su bili masivni, sa četvrtastim stranama i otvorom za držalo, i služili su za lomljenje rude i kamena i udaranje klinova u pukotine stijena. Jednoručni čekići su bili manji i mogli su imati četvrtaste strane kao dvoručni; ili jednu ravnu, a drugu šiljatu koja je služila za odbijanje rudače i njeno usitnjavanje.

Dlijeto na dršci ukršteno sa čekićem naziva se rudarski znak i predstavlja simbol rudarstva.
- Pijuk ili kilava je željezna alatka koja je služila za kopanje žile koja nije tvrda već zemljasta, i za površinsko kopanje rude.
- Klin ili probojac je alatka koja je služila za odbijanje komada rude ili stijene na taj način što se zabijala u pukotine u stijeni. Klin je imao jednu stranu ravnu o koju su udarali čekićem i drugu šiljatu koja se naslanjala o stijenu.

## Rudarska oprema
- Podgrada je služila za osiguranje podzemnih prostorija od obrušavanja. Srednjevjekovne podgrade su se izrađivale isključivo od drveta. Mogle su biti trapezne sastavljene od dva usko postavljena stupca i vodoravne grede (za podgrađivanje rudarskih hodnika) i četvrtaste, tzv. vijenci koji su se sastojali od dve duže i dve kraće grede koje su slagane, najčešće odozdo nagore (za podgrađivanje rudarskih okana. Razlikuju se 3 tipa veza kod podgrade: na preklop, na zub i na iskružak.
- Stube su služile za silaženje u okna manje visine ili za kretanje u kosim nepodgrađenim hodnicima većeg nagiba. Obično su korištena jednostavno obrađena debla sa usiječenim nogostupima.
- Karlica je vrsta posude za prihvaćanje i izdvajanje rude, grubo izrađena u drvetu. Može biti sa drškom, ili bez nje, a mogu imati pričvršćen konop na jednom kraju radi tegljenja rude u rudarskoj jami.
- Tačke su služile za izvoženje rude iz rudnika. Napravljene su od drveta učvršćenog metalnom konstrukcijom. U podu su imale dvije male osovine oko čijih krajeva su bila po dva drvena kotača koja su se držala klinovima, i postojao je još jedan tzv. vodeći klin također u podu tački. Kretala su se kanalima od debelih dasaka.
- Uže je korišteno za izvlačenje rude iz rudarskih okana kao i za tegljenje karlica sa rudom u rudarskim jamama. Izrađivana su od like i konoplje.